# Virgen de las Angustias (Becerril de Campos)
La Virgen de las Angustias, también conocida como Virgen de los Dolores, es una talla anónima realizada hacia 1588. Está ubicada en la Iglesia de Santa María de Becerril de Campos, en Palencia (Castilla y León, España).

## Historia
La imagen, réplica de la Virgen de las Angustias realizada hacia 1561 por Juan de Juni para Valladolid, fue creada por un escultor anónimo (posible discípulo del maestro) para la Cofradía de la Vera Cruz de Becerril de Campos en torno a 1588, pues en el cabildo del 13 de marzo de ese año, conservado en el archivo parroquial de la localidad y descubierto por Ramón Pérez de Castro, se ordena que «se reciban 12 cofrades apóstoles para que el jueves santo lleven la imagen de N.a S.a delas Angustias que la cofradía hace». Se cree que la talla poseía originalmente un peso excesivo para su uso procesional debido a que en 1623 consta la admisión en la cofradía del ensamblador Francisco Pérez por el hecho de haber ahuecado la imagen, considerada desde siempre como una obra vallisoletana, si bien su atribución a los continuadores del taller de Juni no goza de unanimidad, aunque Pérez de Castro considera probable su vínculo con los discípulos del artista borgoñón.: 187 

## Descripción
La Virgen se muestra abatida por el dolor al pie de un peñasco, completamente sola y con una disposición helicoidal del cuerpo con el fin de remarcar el grado de ansiedad producto del estado de trance en el que se encuentra sumida. La pierna derecha se halla doblada y hacia delante mientras que la izquierda está flexionada y hacia atrás, gesto que provoca un pronunciado arqueamiento del tronco hacia el lado izquierdo, con el hombro de este lado claramente adelantado respecto al otro. La disposición de ambas piernas guarda consonancia en cierta forma con los brazos ya que el derecho se apoya en el pecho en señal de desconsuelo mientras que el izquierdo se halla estirado hacia la parte posterior y oculto por el manto, con la mano parcialmente tapada como la talla de Juni, quien tenía por costumbre cubrir partes anatómicas con pañería, destacando en este aspecto diversas obras: la María Magdalena del Santo Entierro (1541-1544) del Museo Nacional de Escultura; la Virgen de la Esperanza (c. 1550) de la Iglesia de Santiago de Allariz; el relieve de la Virgen de la Piedad (1550-1560) del retablo de la Capilla de los Alderete en la Iglesia museo de San Antolín de Tordesillas; el San Juan del Calvario de Ciudad Rodrigo (1556-1557) del Museo Nacional de Escultura; y la María de Cleofás del Santo Entierro (1566-1571) de la Catedral de Segovia.
La carga emocional radica en la cabeza, elevada, con la boca ligeramente abierta y mirada implorante, estando la obra caracterizada en líneas generales por una composición piramidal y compacta, si bien a diferencia de la escultura vallisoletana la de Becerril no posee el mismo nivel de desgarro, por lo que no se refleja tanto patetismo en la expresión facial. La imagen, de calidad inferior a la Virgen vallisoletana, luce ropajes superpuestos y con gran presencia de dorados, consistentes en camisa, túnica con abertura a la altura del pecho, toca y manto, este último apoyado en el hombro izquierdo con caída por la parte posterior y recogido entre las piernas, luciendo los paños, en los que se aprecian restos de policromía verde azulada, una gran cantidad de suaves drapeados cuya similitud con los pliegues de la talla de San Andrés en el retablo de El Salvador de Arévalo vinculan la Virgen con Juni según Pérez de Castro.: 187  Al igual que la imagen vallisoletana, la de Becerril tiene la mano hundida en el pecho, aunque en ella no se producen tantos pliegues como en la imagen de Valladolid, lo que resta sensación de profundidad.

## Legado
De entre todas las réplicas que se hicieron de la Virgen de las Angustias de Juni, la de Becerril destaca por ser la más antigua de todas,: 128  teniendo a su vez el honor de haber participado en la exposición Civitatis Domina. La Virgen de las Angustias y las gentes de Castilla, celebrada en 2009 en la Sala Municipal de Exposiciones del Teatro Calderón en Valladolid, donde compartió espacio con otras cuatro copias de la talla vallisoletana: la Virgen de los Dolores de Astorga, la Virgen Dolorosa de Medina de Rioseco, la Virgen de las Angustias de Segovia y la Virgen de las Angustias de Salamanca.